# Antarctopelta
Antarctopelta és un gènere de dinosaure ancilosaure que va viure al Cretaci superior en el que avui en dia és l'Antàrtida. Fou un ancilosaure de mida mitjana, no superava els 4 metres de longitud, i presenta característiques de dues famílies diferents, fent difícil una classificació precisa. L'únic espècimen fòssil conegut fou descobert a l'illa James Ross l'any 1986, van ser les primeres restes de dinosaure trobades a l'Antàrtida, tot i ser el segon dinosaure d'aquest continent en ser descrit formalment.